# Mimopsestis
Mimopsestis is een geslacht van vlinders van de familie eenstaartjes (Drepanidae), uit de onderfamilie Thyatirinae.

## Soorten
- M. albogrisea (Mell, 1942)
- M. basalis (Wileman, 1911)
- M. circumdata (Houlbert, 1921)
- M. curvata (Sick, 1941)
- M. determinata Bryk, 1943
- M. flammifera (Houlbert, 1921)
- M. honei (Sick, 1941)
- M. minor (Sick, 1941)
- M. pseudomaculata (Houlbert, 1921)